# هیلکونا
هیلکونا (انگلیسی: Hilcona) شرکت صنایع غذایی لیختن‌اشتاینی است، که در سال ۱۹۳۵ تأسیس شد.